# آرشاک شیرینیان
آرشاک هایراپتی شیرینیان ارمنی: Արշակ Հայրապետի Շիրինյան زاده ۱۸۸۳ در شینوهایر، امپراتوری روسیه - درگذشته ۱۹۲۰ در گوریس، ارمنستان) سیاستمدار اهل ارمنستان که نماینده دوره دوم مجلس ملی نخستین جمهوری ارمنستان بود. وی در فدراسیون انقلابی ارمنی عضویت داشت. وی از دانشگاه لایپزیگ فارغ‌التحصیل شد.
وی در ۱۴ ژوئن (۲۷ ژوئن) ۱۸۸۱ در روستای شینوهایر به دنیا آمد و از دانشگاه‌های هاله و لایپزیگ فارغ‌التحصیل گشت وی در ۲ اوت ۱۹۲۰ توسط بلشویک‌ها در گوریس اعدام شد و در همان‌جا نیز به خاک سپرده شد